# A Loja da Esquina
The Shop Around the Corner (bra/prt: A Loja da Esquina) é um filme estadunidense de 1940, do gênero comédia romântica dramática, dirigido por Ernst Lubitsch, e estrelado por Margaret Sullavan e James Stewart. É amplamente considerada como, talvez, a melhor comédia romântica do cinema estadunidense, e serviu de inspiração para muitos filmes subsequentes. A sagacidade e a destreza da direção de Lubitsch, um roteiro perfeito e performances impecáveis de seu elenco experiente combinam-se para criar um trabalho comovente, engraçado e emocionante. O roteiro de Samson Raphaelson foi baseado na peça teatral húngara "Parfumerie/Illatszertár" (1936), de Miklós László.
Evitando a política regional presente nos anos que antecederam a Segunda Guerra Mundial, o filme é sobre dois funcionários de uma loja em Budapeste que mal se suportam, e que nem percebem que estão se apaixonando um pelo outro enquanto se correspondem anonimamente por meio de cartas, história revivida no filme "You've Got Mail" (1998), estrelado por Tom Hanks e Meg Ryan.
"The Shop Around the Corner" está em 28.º lugar na lista das maiores histórias de amor do cinema estadunidense, e está listada como um dos 100 melhores filmes de todos os tempos, de acordo com a Time. Em 1999, o filme foi selecionado para preservação no National Film Registry, seleção filmográfica da Biblioteca do Congresso dos Estados Unidos, como sendo "culturalmente, historicamente ou esteticamente significativo".

## Sinopse
Em Budapeste, Klara Novak (Margaret Sullavan) e Alfred Kralik (James Stewart), dois funcionários de uma loja de presentes, trocam farpas todos os dias no trabalho. Os dois têm algo em comum: estão se relacionando com outra pessoa através de cartas, utilizando nomes falsos. Ambos estão nervosos pelo momento de se encontrarem pela primeira vez pessoalmente. O que os dois não sabem é que eles estão trocando cartas entre si mesmos.

## Elenco
- Margaret Sullavan como Klara Novak
- James Stewart como Alfred Kralik
- Frank Morgan como Hugo Matuschek
- Joseph Schildkraut como Ferencz Vadas
- Sara Haden como Flora Kaczek
- Felix Bressart como Pirovitch
- William Tracy como Pepi Katona
- Inez Courtney como Ilona Novotny
- Charles Halton como Detetive
- Charles Smith como Rudy[a]
- Sarah Edwards como Cliente
- Edwin Maxwell como Doutor
- Charles Arnt como Policial (não-creditado)
- Mabel Colcord como Anna, tia de Klara (não-creditada)
- Mary Carr como Avó de Klara (não-creditada)

## Recepção

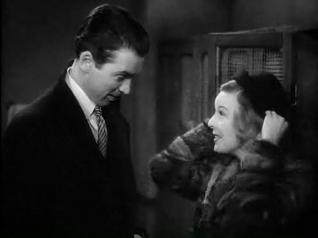
James Stewart e Margaret Sullavan em cena do filme.

Dave Kehr argumentou que Lubitsch faz "uma implantação brilhante do ponto de vista, permitindo que o público entre nas percepções de cada personagem exatamente no momento certo para desenvolver o máximo de simpatia e suspense". O filme ficou em 202.º lugar na votação da Sight & Sound de 2012, do Instituto Britânico de Cinema, sobre os melhores filmes já feitos, tendo recebido oito votos dos críticos. A produção também ficou em 58.º lugar na pesquisa de 2015 da BBC dos melhores filmes estadunidenses.
O historiador de cinema David Thomson escreveu:
"Entre os maiores de todos os filmes. Esta é uma história de amor sobre um casal muito apaixonado pelo amor para cair nos braços um do outro ... [O filme] é um tesouro de esperanças e ansiedades com base nos rostos desesperados de Stewart e Sullavan. É uma comédia tão boa ... A conversa na cafeteria pode ser o melhor encontro do cinema estadunidense. A câmera focando na mão enluvada de Sullavan, e depois em seu rosto, procurando por uma carta numa caixa de correio vazia é um dos momentos mais frágeis do filme. Por um instante, a encantadora Sullavan parece velha e doente, tocada pela perda".
No Rotten Tomatoes, site agregador de críticas, 99% das 97 críticas do filme são positivas, com uma classificação média de 8,7/10. O consenso do site afirma: "Habilmente dirigido por Ernst Lubitsch a partir de um roteiro inteligente e engraçado de Samson Raphaelson, The Shop Around the Corner é uma comédia romântica no melhor sentido do termo".

## Adaptações para a rádio
"The Shop Around the Corner" foi dramatizada em duas transmissões de meia hora no The Screen Guild Theater. A primeira em 29 de setembro de 1940, com Margaret Sullavan e James Stewart; e a segunda em 26 de fevereiro de 1945, com Van Johnson e Phyllis Thaxter. A história também foi dramatizada em um programa de uma hora no Lux Radio Theatre em 23 de junho de 1941, dessa vez com Claudette Colbert e Don Ameche.

## Refilmagens
O filme gerou uma refilmagem musical, "In The Good Old Summertime" (1949), estrelado por Judy Garland e Van Johnson.
O musical da Broadway "She Loves Me" (1963) foi inspirado na peça teatral e no filme.
O filme "You've Got Mail" (1998), estrelado por Tom Hanks e Meg Ryan, gira em torno de duas pessoas que não gostam uma da outra enquanto desenvolvem um romance anônimo ao se corresponderem por e-mail. O filme usa elementos de enredo e falas semelhantes ao filme de 1940, especialmente durante o primeiro encontro. Os créditos dessa refilmagem são dados ao dramaturgo Miklós László por "Parfumerie/Illatszertár" (a peça na qual o filme de 1940 é baseado), mas em uma referência ao filme anterior, um dos protagonistas de "You've Got Mail" é dono de uma livraria chamada "The Shop Around the Corner".
O filme indiano de romance "Kadhal Kottai" (1996), dirigido por Agathiyan, é uma refilmagem não-oficial do filme de 1940.